# Agumon
Agumon (アグモン?) è un Digimon di livello intermedio del media franchise giapponese Digimon, che comprende anime, manga, giocattoli, videogiochi, giochi di carte collezionabili ed altri media. È la mascotte non ufficiale del franchise di Digimon poiché lui e le sue altre forme (chiamate Digievoluzioni) compaiono in gran parte del merchandise e dei media dedicati all'universo di Digimon.
"Agumon" è il nome che condividono tutti i membri di questa particolare specie Digimon. Ci sono diversi Agumon differenti che compaiono in varie serie di anime e manga di Digimon e che sono quasi sempre personaggi principali tra i Digimon presenti. Ogni Agumon di una certa importanza viene abbinato ad un bambino, chiamato Digiprescelto, con cui stabilisce un legame. I Digiprescelti sono bambini prescelti da esseri benevoli (solitamente un gruppo di antichi e potenti Digimon) per sconfiggere le forze del male a Digiworld, la dimensione parallela in cui vivono tutti i Digimon. I Digiprescelti fanno ricorso ai loro stati psicologici per innescare un processo che porta i propri Digimon partner a trasformarsi in una forma digievoluta. La Digievoluzione cambia la specie di un Digimon ed accresce la sua potenza incredibilmente.
L'apparizione maggiormente conosciuta di Agumon è quella nell'anime Digimon Adventure come partner di Tai Kamiya. Un Agumon appare anche come personaggio principale in Digimon Savers come partner di Masaru Daimon. Nel manga Digimon Next un altro Agumon è il partner di Tsurugi Tatsuno ed un altro ancora è quello di Teru Raku in D-Cyber, un manhua cinese.
L'Agumon di Digimon Adventure appare anche nella serie successiva, sequel della prima, Digimon Adventure 02 e in tutti i film relativi ad Adventure e ad Adventure 02. Compare inoltre in Digimon Adventure tri..
Agumon è doppiato in giapponese da Chika Sakamoto e in italiano da Alessio Cigliano.

## Aspetto e caratteristiche
Il nome "Agumon" deriva parzialmente dall'onomatopea giapponese "aguagu", il suono del mordere, e dal suffisso "-mon" (abbreviazione di "monster"), che tutti i Digimon hanno alla fine del loro nome. Quindi, Agumon significa letteralmente "mostro che morde". Per pura coincidenza, la parola "agu" significa anche "fuoco" in nepalese e gli attacchi di Agumon sono spesso incentrati proprio sul fuoco.
Agumon è un piccolo e robusto dinosauro che raggiunge all'incirca i 75 centimetri di altezza. Tuttavia, un Agumon che compare in "Digimon - Il film" è alto circa due metri e mezzo, anche se questo Agumon non è lo stesso apparso nella serie. La sua pelle è di colore arancione acceso ed i suoi occhi, grandi e circolari, sono verde chiaro. I suoi avambracci sono notevolmente più grandi delle sue braccia perché in essi sono comprese interamente anche grandi mani composte da tre artigli. Anche i grandi piedi di Agumon presentano tre artigli. Nel corpo di Agumon si possono distinguere perfettamente i muscoli pettorali, cosa rara per i Digimon della sua taglia (benché comune per molti Digimon di livello superiore). La sua coda è grossa e tozza, mentre la sua testa ed il suo muso sono grandi quasi quanto il resto del suo corpo. Ogni lato della testa presenta un piccolo ma visibile padiglione auricolare. Il suo aspetto presenta diversi punti in comune con quello del dinosauro Velociraptor. Agumon è un Digimon rettile di tipo antivirus.

## Apparizioni
Agumon è il Digimon principale in Digimon Adventure, la prima serie di anime dedicata ai Digimon. La personalità di Agumon lo rende estremamente coraggioso, rilassato e divertente. Essendo il Digimon partner del leader degli otto Digiprescelti che compaiono in Adventure, Agumon è un fattore decisivo in diverse battaglie. È sempre il primo dei Digimon partner a digievolvere in una forma più forte. Agumon è anche uno dei due soli Digimon partner a riuscire a digievolvere al livello mega, la forma più alta e forte a cui un Digimon può aspirare (l'altro è Gabumon, il Digimon partner di Matt Ishida).
Agumon ha un ruolo molto importante nel film dedicato a Digimon Adventure Our War Game!. Nel film Tai e Agumon fanno squadra con Matt e Gabumon, Tentomon (Digimon partner di Izzy Izumi), e Patamon (partner di TK Takaishi) per entrare in Internet e combattere Keramon, un Digimon malvagio che si è annidato in rete. Alla fine, Diaboromon (la forma al livello mega di Keramon) viene sconfitto quando WarGreymon (forma mega di Agumon) DNAdigievolve con MetalGarurumon (forma mega di Gabumon) per formare un unico, potente Digimon, Omnimon.
In Digimon Adventure 02 dei nuovi Digiprescelti vengono scelti per difendere Digiworld. Agumon non è più un personaggio principale, anche se fa diverse apparizioni ad intermittenza durante la serie. Il suo contributo maggiormente degno di nota sta nel dare vita alla catena di eventi che portano Veemon (il nuovo Digimon principale) ad ottenere Raidramon, una delle sue Armordigievoluzioni. Agumon viene temporaneamente tenuto prigioniero dall'Imperatore Digimon, l'alter-ego malvagio del Digiprescelto Ken Ichijouji. Viene costretto a compiere la Digievoluzione del Male in SkullGreymon e poi in un posseduto MetalGreymon. Veemon ed il suo partner umano Davis Motomiya riescono quindi a far digievolvere il primo in Raidramon durante la battaglia per liberare Agumon.
In Digimon Adventure tri., Agumon e i digiprescelti della prima generazione, con i loro Digimon partner, tornano ad avere un ruolo principale. Nel primo film della serie, il portale verso Digiworld è chiuso da circa un anno. Digimon infetti cominciano a comparire nel mondo reale tramite delle distorsioni. Taichi (Tai) incontra uno di questi, un Kuwagamon. Agumon improvvisamente compare nel mondo reale a difesa del suo partner, digievolvendo in Greymon e cominciando un duro scontro con Kuwagamon. Altri due Kuwagamon accorrono in soccorso del primo e Greymon è in seria difficoltà, quando alcuni degli altri digiprescelti della prima generazione con i loro Digimon partner accorrono in suo aiuto. La battaglia causa diversi danni e Taichi ha seri dubbi sul da farsi nel caso di nuovi attacchi. Infatti, qualche giorno dopo, compare nel mondo reale Alphamon: l'unica speranza di batterlo è Omnimon. Sotto pressione di Yamato (Matt Ishida), Taichi si convince e Agumon entra in battaglia, digievolvendo tutti i livelli fino a WarGreymon, per dare vita, con MetalGarurumon, a Omnimon. Dopo una breve battaglia, Alphamon si ritira in una distorsione.

## Altre forme
Il nome "Agumon" si riferisce solo alla forma al livello intermedio di questo Digimon. Durante la serie, Agumon acquisisce l'abilità di digievolvere in un certo numero di forme più potenti, ognuna con un nome e degli attacchi speciali differenti. Tuttavia, il livello intermedio costituisce la sua forma preferita e quella in cui passa la maggior parte del tempo, a causa dell'alto consumo di energia necessario a rimanere in una forma di livello più alto.
Ad un certo punto, Agumon deve travestirsi per evitare di essere riconosciuto da un Nanimon. Il Digimon si infila una parrucca e si fa chiamare PunkAgumon, riuscendo ad ingannarlo.

### Botamon
Botamon (ボタモン?) è la forma al livello primario di Agumon ed è un Digimon neonato. Il suo nome deriva dalla parola Utero (『母胎』?, Botai), ad indicare il suo essere appunto un Digimon appena nato. "Botamon" vuole quindi significare "mostro che viene dall'utero".
Botamon è un piccolo Digimon di circa 30 centimetri con del pelo nero che ricopre il suo intero corpo ed ha occhi gialli e due piccole protuberanze sulla testa rassomiglianti ad orecchie. Anche la sua bocca è ricoperta dal pelo e non è visibile finché non è aperta.
Appare una volta nell'episodio "WarGreymon contro MetalGarurumon" durante un flashback in cui lo si vede fuoriuscire dal Digiuovo di Agumon (queste Digiuova sono le uova dalle quali nascono tutti i Digimon - un tipo completamente diverso dalle Digiuova usate per scatenare l'Armor Digievoluzione).

### Koromon
Koromon (コロモン?) è la forma al livello primo stadio di Agumon. Il nome "Koromon" deriva dalla parola giapponese "korokoro", che indica qualcosa di piccolo, rotondo e che rotola. "Koromon" quindi vuol dire "mostro che rotola". È un Digimon rosa di forma simile ad una palla, con orecchie cadenti, occhi rosso acceso e denti affilati.
Agumon si presenta inizialmente in questa forma in "Vacanze estive", quando incontra per la prima volta il suo partner, Tai Kamiya. Dopo la sua Digievoluzione iniziale in Agumon per aiutare a combattere un Kuwagamon selvaggio, la forma al livello intermedio diviene la sua forma di preferenza. Da quel momento in poi, Agumon regredisce temporaneamente in Koromon solo quando va incontro ad enormi consumi di energia a livelli superiori e non può mantenere la sua forma al livello intermedio.

### Greymon
Greymon (グレイモン?, Gureimon) è la Digievoluzione al livello campione di Agumon. È modellato secondo la rappresentazione stereotipata di un dinosauro teropode, plantigrado (nonostante i dinosauri siano digitigradi) ed in posizione eretta (mentre i veri dinosauri hanno il corpo parallelo al terreno). A causa delle tre corna somiglia maggiormente ad un Ceratosaurus. Il suo corpo ha ben in evidenza i muscoli addominali e gli avambracci. Greymon ha la pelle arancione con strisce blu ed un elmetto marrone che riveste la sua testa, che dispone di un corno ramificato su ogni lato della testa e di uno normale posto sul naso. Greymon è alto all'incirca dai quattro metri e mezzo ai sei metri, anche se in "Digimon - Il film" il primo Greymon sembra molto più grosso, raggiungendo possibilmente i trenta metri, poiché è digievoluto da una versione più grande di Agumon. Questo Greymon tuttavia non è lo stesso che compare nella serie.
Agumon digievolve in Greymon per la prima volta nell'episodio "Finalmente Greymon!" per combattere contro uno Shellmon selvaggio in Digimon Adventure. Successivamente, Greymon compare diverse volte nel corso della serie per aiutare a combattere contro diversi nemici; tra questi sono inclusi, ad esempio, Devimon, Etemon e Myotismon.
In Adventure 02, Greymon viene controllato dall'Imperatore Digimon grazie ad un Anello del Male, un anello nero di metallo che l'Imperatore aveva sviluppato per soggiogare vari Digimon. Durante un tentativo infruttuoso di farlo digievolvere MetalGreymon, l'Imperatore gli fa compiere la Digievoluzione del Male in SkullGreymon.

### MetalGreymon
MetalGreymon (メタルグレイモン?, MetaruGureimon) è la forma al livello evoluto di Agumon. Fisicamente assomiglia ad un Greymon più grande con una corazza metallica che gli ricopre il capo, una criniera rossa, ali metalliche, un braccio sinistro simile ad un tridente e due lanciarazzi posti sul suo petto. È alto dai sei ai nove metri circa. "Metal" viene aggiunto al suo nome a causa delle parti metalliche, simili a quelle di un cyborg che fanno ora parte del suo corpo.
Greymon evolve per la prima volta in MetalGreymon nell'episodio "Il momento giusto" per combattere Etemon. Poco prima della Digievoluzione, Tai dimostra pienamente il suo coraggio quando salva Sora da Datamon, che stava tenendo lei e Biyomon prigioniere. La Digipietra del Coraggio quindi si attiva e Greymon si trasforma in MetalGreymon che, dopo aver sconfitto Etemon con il suo attacco Squali nucleari, viene risucchiato in una distorsione dimensionale con Tai che trasporta i due nel mondo reale. Dopo che lui (tornato Agumon) e Tai ritornano a Digiworld, MetalGreymon compie diverse apparizioni combattendo contro numerosi nemici, tra cui ShogunGekomon e Devidramon. Viene sconfitto da Myotismon e dai Padroni delle Tenebre.
In Adventure 02, Agumon evolve in una versione di MetalGreymon diversa dal solito, malvagia, dalla pelle blu e di tipo virus, dopo essere caduto sotto il controllo dell'Imperatore Digimon. Viene usato da quest'ultimo per attaccare i nuovi Digiprescelti, Tai e Matt Ishida. Durante la battaglia, Davis Motomiya, il nuovo leader dei Digiprescelti, ottiene il Digiuovo dell'Amicizia. Ciò permette al suo partner, Veemon, di evolvere in Raidramon e di distruggere la Spirale del Male di MetalGreymon, il dispositivo che costringeva il Digimon ad obbedire agli ordini dell'Imperatore. Libero dall'influenza della Spirale, MetalGreymon regredisce Agumon e torna alla normalità.
Ritorna durante il giro del mondo dei Digiprescelti, dove, insieme a MagnaAngemon, sconfigge i fratelli Mamemon. La sua apparizione finale è in una battaglia contro SkullSatamon. Tuttavia, subisce un brusco calo di energia per la prolungata assenza da Digiworld e regredisce in Agumon nel bel mezzo della battaglia.
Compare nuovamente in Digimon Adventure tri. nel film Saikai (Riunione) durante la battaglia contro Alphamon, non facendogli alcun danno e dovendo quindi digievolvere in WarGreymon.
Compare nuovamente nel film Kokuhaku (Confessione) mentre combatte contro Meickramon, venendo però infettato dal virus.
La sua ultima apparizione attuale risale al film Kyōsei (Simbiosi) mentre tenta di salvare Raguelmon da Alphamon e Jesmon, digievolvendo successivamente in WarGreymon.

### SkullGreymon
SkullGreymon (スカルグレイモン?, SukaruGureimon) è una forma alternativa di livello evoluto di Greymon. Il prefisso "Skull" si riferisce al suo corpo, che non ha carne su di esso ed è composto interamente di ossa. Sulla sua schiena è posizionato un razzo dalla forma di uno squalo. SkullGreymon è un Digimon incontrollabile e dalla incredibile potenza distruttiva, che indica che Greymon è stato indotto alla Digievoluzione nel modo sbagliato.
Nell'episodio "Greymon contro Etemon", Tai vuole disperatamente che Greymon digievolva ulteriormente poiché lui è entrato in possesso della Digipietra del Coraggio, un oggetto che dovrebbe aiutare Greymon a passare al livello successivo. Quando il malvagio Etemon confina Tai e gli altri Digiprescelti in un colosseo, costringe il Greymon di Tai a combattere contro un Greymon selvaggio. Tai si mette in pericolo di proposito, stagliandosi di fronte al Greymon malvagio per far digievolvere il proprio partner, questo perché sa che i Digimon partner digievolvono a livelli successivi principalmente quando i loro partner umani sono in pericolo. Ciò causa la Digievoluzione in SkullGreymon, che sconfigge facilmente il Greymon nemico. Tuttavia, in seguito attacca Birdramon (la forma al livello campione di Biyomon), Garurumon (forma campione di Gabumon) e Kabuterimon (forma campione di Tentomon) e distrugge il colosseo. Infine, esausto, regredisce in Koromon.
Questa esperienza dimostra quanto lo stato mentale di un Digiprescelto possa condizionare il modo in cui il suo partner digievolverà. Ad ogni Digiprescelto in Adventure viene conferito un particolare tratto della personalità (nel caso di Tai il Coraggio), che questi deve dimostrare per sbloccare il livello evoluto del proprio Digimon. Tai esibisce un tipo di Coraggio prettamente egoistico durante la battaglia di Greymon, cosa che porta quest'ultimo a digievolvere nella forma di livello evoluto sbagliata.
Nell'ultimo episodio della prima serie, Gennai spiega ai primi Digiprescelti che in realtà Greymon era digievoluto SkullGreymon contro i loro interessi, e che non esistono Digievoluzioni giuste o sbagliate.
SkullGreymon effettua un'altra apparizione in Adventure 02. Quando l'Imperatore Digimon assume il controllo di Greymon con un Anello del Male, prova a costringere quest'ultimo a digievolvere in MetalGreymon. Il risultato di ciò è la Digievoluzione corrotta che fa digievolvere Greymon in SkullGreymon per la seconda volta. SkullGreymon sconfigge i nuovi Digiprescelti con appena qualche colpo, tuttavia combatte anche contro un Meramon, un Airdramon ed un grande gruppo di DarkTyrannomon, distruggendo infine un Obelisco di Controllo con il suo attacco Squalo a Razzo. L'Imperatore lo porta quindi alla sua base, dove prova ad innescare la giusta Digievoluzione diverse volte o a controllare SkullGreymon che, più forte dello stesso MetalGreymon, sarebbe una risorsa migliore, finché non riesce a far digievolvere Greymon in una versione malvagia di MetalGreymon usando una Spirale del Male (creata unendo insieme tre Anelli del Male).

### WarGreymon
WarGreymon (ウォーグレイモン?, WōGureimon) è la Digievoluzione al livello mega di Agumon, che assume il prefisso "War" nel nome grazie alle sue nuove capacità offensive. È una versione umanoide di Greymon con una corazza di metallo Digiclonoide che gli ricopre la testa, il petto, le spalle e le gambe. È in grado di volare indipendentemente - le proiezioni a forma di ali sulla sua schiena formano il suo Scudo del Coraggio, che WarGreymon rimuove e usa per bloccare attacchi di una certa potenza. WarGreymon dispone di due grandi guanti di protezione artigliati, chiamati Stermina-Dramon, attaccati permanentemente ad ogni braccio. Tuttavia, questi ultimi sono apparsi con delle crepe occasionalmente durante battaglie violente ed in un'occasione si sono addirittura frantumati (durante la battaglia con Diaboromon). È un Digimon di livello mega estremamente potente.

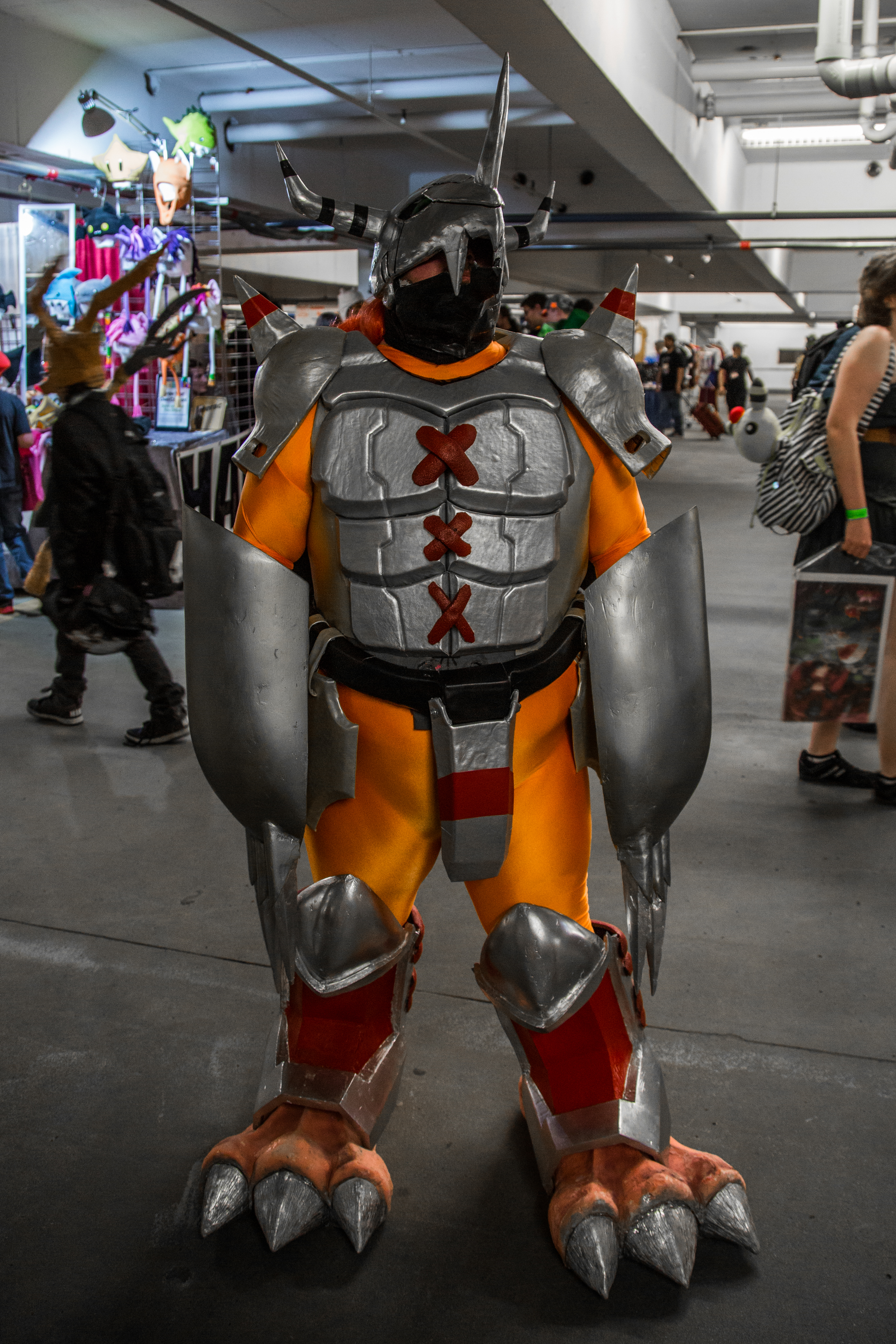
Cosplay di WarGreymon

WarGreymon appare per la prima volta nell'episodio di Adventure "Pronti a tutto" (insieme a MetalGarurumon) durante la battaglia contro VenomMyotismon, che si era introdotto nel mondo reale per impossessarsene insieme al mondo digitale. Tai e Matt (partner di Gabumon, la forma intermedia di MetalGarurumon) decidono di essere colpiti dalle frecce della Luce e della Speranza di Angewomon (forma al livello evoluto di Gatomon, partner di Kari Kamiya) e Angemon (forma al livello campione di Patamon), per far sì che una vecchia profezia si avveri. Tai e Matt rimangono illesi; i colpi ricevuti danno ad Agumon e Gabumon l'energia necessaria per megadigievolvere e distruggere VenomMyotismon. Agumon riceve il potere della megadigievoluzione dalla freccia della luce di Angewomon, Gabumon dalla freccia della speranza di Angemon.
Quando i Padroni delle Tenebre si impossessano di Digiworld, WarGreymon combatte ed annienta il primo ed il terzo membro di questo gruppo che attaccano i Digiprescelti, MetalSeadramon e Machinedramon e con l'aiuto di MetalGarurumon e MagnaAngemon distrugge anche Piedmon, il più forte dei quattro. WarGreymon è uno dei combattenti principali dei Digiprescelti e spesso assume un atteggiamento da leader del gruppo, conducendo la squadra dei Digimon protagonisti nelle formazioni d'attacco.
In Adventure 02 WarGreymon appare due volte durante la serie, la prima quando deve combattere con il suo doppelgänger ed anti-eroe della serie BlackWarGreymon. La battaglia rimane in pareggio fino all'intervento di Imperialdramon Fighter Mode.
Nella sua seconda apparizione nell'episodio seguente, è presente quando BlackWarGreymon viene mortalmente ferito e sostiene quest'ultimo per cercare di fargli riguadagnare energia.
In Digimon Adventure tri nel film Saikai (Riunione) tenta inutilmente di fermare Alphamon, non recandogli però alcun danno, dovendo quindi fondersi con MetalGarurumon e diventare Omnimon.
Nel film Kokuhaku (Confessione) MetalGreymon corrotto dal virus digievolve WarGreymon mentre combatte contro MegaKabuterimon.

### Omnimon
Omnimon (オメガモン?, Omegamon) è il Digimon risultante dalla DNAdigievoluzione tra WarGreymon e MetalGarurumon, i quali si uniscono per formare un Digimon più forte. Il suo corpo è completamente coperto da un'armatura bianca, adornata da segni neri, blu e gialli. Il suo braccio sinistro termina con la testa di WarGreymon e quello destro con la testa di MetalGarurumon, conferendogli due attacchi principali (Spada Trascendente e Cannone Supremo). Il mantello che indossa si estende oltre la larghezza del suo corpo.
Il nome "Omnimon" deriva dalla parola inglese "omni", abbreviazione di "omnipotent", che indica l'onnipotenza. "Omnimon" può quindi tradursi con "mostro onnipotente". Il suo nome giapponese, "Omegamon", deriva da "omega", l'ultima lettera dell'alfabeto greco. Inoltre, vista la sua relazione con Alphamon, lui ed Alphamon si presuppone che rappresentino Alfa e Omega, il principio e la fine.
La sua prima apparizione avviene nel secondo film di Digimon Adventure, Our War Game!. WarGreymon e MetalGarurumon provano infruttuosamente a sconfiggere Diaboromon, un Digimon che i due avevano seguito in Internet per impedirgli di consumarne tutti i dati. Quando Tai e Matt vengono accidentalmente trasportati nella rete, i due e tutti i ragazzi che assistono alla battaglia conferiscono la loro energia spirituale ai loro Digimon, così da farli vincere - da lì si forma Omnimon, che sconfigge Diaboromon.
Nel secondo film di Digimon Adventure 02, Diaboromon Strikes Back!, Omnimon si riforma quando i Digiprescelti scoprono che Diaboromon è sopravvissuto alla loro prima battaglia ed è tornato in Internet. Omnimon distrugge quindi ciò che pensava fosse Diaboromon, ma scopre che la battaglia in realtà nascondeva una trappola - Omnimon stava combattendo contro un'esca che alla fine si apre, rivelando l'enorme numero di Kuramon racchiusi in esso. Dopo aver creato il caos nel mondo reale, tutti i Kuramon digievolvono in Armageddemon, con cui Omnimon inizia a combattere, ma quando il membro dei Cavalieri Reali usa il Cannone Supremo per aprire un foro nella fronte del Digimon, Armageddemon spara dei raggi laser dal foro che sconfiggono Omnimon. Il Digimon conferisce quindi la propria energia ad Imperialdramon Fighter Mode (versione più potente di Imperialdramon, il Digimon di livello mega formato dalla DNAdigievoluzione di Veemon e Wormmon), che distrugge una volta per tutte Armageddemon quando cambia assetto e diviene Imperialdramon Paladin Mode.
Omnimon compare nuovamente nel primo film della serie Digimon Adventure tri. Saikai (Riunione) per combattere contro Alphamon, che costringe alla ritirata. Nel quinto film fa la sua seconda apparizione mentre affronta contemporaneamente Alphamon, Jesmon e Raguelmon, che si stavano già affrontando tra loro, non riuscendo a sconfiggere nessuno dei tre dato che Jesmon riesce a sconfiggere Raguelmon. Nel sesto ed ultimo film fa la sua ultima apparizione mentre affronta Ordinemon insieme agli altri sei digimon nelle loro forme al livello mega, ricevendo infine energia dagli altri sei fondendosi con loro diventando così Omnimon Merciful Mode, sconfiggendo così Ordinemon.

## Character song
Agumon dispone di una image song personale, "Agumon Ondo" ("La danza di Agumon"), e di un'altra insieme al suo partner Tai Kamiya (Toshiko Fujita), chiamata "Team" ("Squadra"). In Digimon Adventure Tri. ne possiede una seconda, intitolata "Agumon SUNba".

## Accoglienza
Sage Ashford di CBR ha classificato Agumon come il migliore Digimon di livello intermedio. De'Angelo Epps dello stesso sito ha classificato WarGreymon come la migliore megadigievoluzione. Twinfinite ha classificato Agumon come il terzo miglior Digimon dei Digiprescelti originali. Megan Peters di Comic Book Resources ha considerato Omnimon come il terzo miglior Digimon partner mentre Agumon il secondo. Jeremy Gill di ReelRundown ha classificato WarGreymon come la terza miglior Megadigievoluzione dei Digimon originali. Secondo WatchMojo, Omnimon Merciful Mode è il secondo Digimon più potente del franchise, WarGreymon il miglior Digimon di livello mega mentre Omnimon il miglior Digimon nato da una fusione e il miglior Digimon in generale. Ethan Supovitz di CBR ha classificato Agumon come il settimo Digimon partner più forte dell'intero franchise.
In un sondaggio sulla popolarità di Digimon risalente al 2020, Agumon è stato votato come il quinto Digimon più popolare, WarGreymon come il secondo e Omnimon come il primo.
Agumon è apparso anche in vari prodotti legati al merchandising tra cui il gioco di carte.